# Motuketekete Island
Motuketekete Island ist eine Insel vor der Ostküste der Region des Auckland Councils im Norden der Nordinsel von Neuseeland.

## Geographie
Die Insel befindet sich rund 3 km südwestlich von Kawau Island und rund 15 km südöstlich von Warkworth vor der Ostküste des ehemaligen Rodney District. Orewa, eine weitere Stadt an der Küste, liegt in südwestlicher Richtung ebenfalls rund 15 km entfernt. Motuketekete Island gehört damit noch zum Einzugsgebiet des Hauraki Gulf.
Motuketekete Island erstreckt sich über eine Länge von rund 780 m in Südsüdwest-Nordnordost-Richtung und besitzt eine maximale Breite von rund 550 m in Westnordwest-Ostsüdost-Richtung. Bei einer maximalen Höhe von 54 m dehnt sie sich über eine Fläche von rund 23 Hektar aus. Die Insel ist bewaldet und hat mit der bis zu 48 m hohen, ebenfalls bewaldeten Insel Moturekareka Island eine Nachbarinsel, die rund 365 m in westsüdwestlicher Richtung entfernt liegt und nur durch den Bianche Channel von Motuketekete Island getrennt wird. Nach Nordosten trennt der South Channel Motuketekete Island von Beehive Island und nachfolgend der Rosario Channel von Kawau Island. In südsüdwestlicher Richtung ist noch in rund 2,7 km Entfernung Motuora Island zu finden.